# Coloeus
Genre
Coloeus est, selon les classifications, un genre à part entière ou un sous-genre du genre Corvus. Coloeus regroupe deux corvidés connus sous le nom de choucas.

## Liste des espèces
D'après la classification de référence (version 2.2, 2009) du Congrès ornithologique international (ordre phylogénique) :
- Coloeus monedula Linnaeus, 1758 — Choucas des tours
- Coloeus dauuricus Pallas, 1776 — Choucas de Daourie